# Tašmetu-Šarrat
Tašmetu-Šarrat war eine Gemahlin des assyrischen Herrschers Sin-ahhe-eriba (* etwa 745 v. Chr.; † 16. Januar 680 v. Chr.). Tašmetu-Šarrat war anscheinend zunächst nur die Geliebte des Herrschers und wurde erst in seinen letzten Regierungsjahren als Gemahlin bezeichnet. Tašmetu-Šarrat hatte eine Stele in der Stelenreihe von Assur, wo sonst nur noch zwei anderen Königinnen, neben zahlreichen Königen und hohen Beamten eine Stele aufgestellt worden war.
Der König ließ für sie möglicherweise einen Garten in Niniveh anlegen.